# Jean Pavans
 (août 2017).
Si vous disposez d'ouvrages ou d'articles de référence ou si vous connaissez des sites web de qualité traitant du thème abordé ici, merci de compléter l'article en donnant les références utiles à sa vérifiabilité et en les liant à la section « Notes et références ».
Jean Pavans, né le 20 septembre 1949 à Tunis, est un romancier, essayiste et traducteur français.

## Biographie
Né de Bernard Pavans de Ceccatty (1925-1984) et de Ginette Fréah (1924-2015), Jean Pavans est le frère aîné de René de Ceccatty[réf. nécessaire].
Ses premiers ouvrages sont publiés au début des années 1980 par les Éditions de la Différence, avec lesquelles il se lance par la suite dans une entreprise raisonnée de traduction de l’œuvre de Henry James, dont le cœur est l’intégrale chronologique des nouvelles, en quatre tomes, le premier paraissant en 1990, et le dernier en 2009. Il réorganise ensuite cette intégrale par groupements thématiques, prévus pour douze volumes de poche, dont les six premiers ont paru entre 2010 et 2012, le septième paraissant en 2016. Cette série est interrompue par la mise en liquidation judiciaire des Éditions de la Différence, en juin 2017.
Pour divers éditeurs, il a traduit d’autres classiques anglo-saxons, comme Edith Wharton, Virginia Woolf, Gertrude Stein, Harold Pinter, Shelley ou Byron.
Sa traduction de Célébration de Harold Pinter a été montée par Roger Planchon en 2005 au Théâtre du Rond-Point. De Pinter, il a également traduit Le Scénario Proust, dont il a conçu une version radiophonique, réalisée en 2012 par France-Culture, avec la troupe de la Comédie-Française.
Sa première adaptation théâtrale d'après Henry James, Retour à Florence, a été créée en 1985 au Théâtre du Rond-Point, dans une réalisation de Simone Benmussa, avec Arielle Dombasle et Pierre Vaneck.
Toujours d'après Henry James, son adaptation des Papiers d'Aspern a été créée en 2002 au Théâtre Vidy-Lausanne dans une coproduction de la Comédie-Française et une mise en scène de Jacques Lassalle, qui a également mis en espace ses adaptations de L'Auteur de Beltraffio en 2005 au festival Nava de Limoux, et de La Leçon du maître en 2011 au Forum du Blanc-Mesnil.
Il a conçu pour le compositeur Arnaud Petit le livret d'un opéra inspiré de La Bête dans la jungle, créé en version de concert le 30 mai 2011 au Forum du Blanc-Mesnil, par l'orchestre Les Siècles sous la direction de François-Xavier Roth.
En 2015, il élabore avec le cinéaste Julien Landais (en) un scénario en anglais fondé sur son adaptation théâtrale des Papiers d'Aspern. Le film, The Aspern Papers, est tourné à Venise en juillet 2017, avec dans les rôles principaux Vanessa Redgrave, Joely Richardson et Jonathan Rhys-Meyers. 
Une version augmentée de l'opéra de La Bête dans la jungle est créée en avril 2023 à l'Oper Köln, dans une mise en scène de Frederic Wake-Walker, avec Emily Hindrichs et Miljenko Turk, et le Gürzenich-Orchester dirigé par François-Xavier Roth. 

### Distinctions
- Chevalier de l'ordre des Arts et des Lettres, 1999[réf. nécessaire]

## Publications

### Aux Éditions de la Différence
- Lazare définitif, récit, 1980.
- Sauna, pastiches, 1980 ; réédition, Minos, 2006.
- Ruptures d'innocence, roman, 1982.
- La Griselda, nouvelles, 1986.
- Retour à Florence, théâtre d’après Henry James, 1986.
- Le Sceau brisé, esquisse jamesienne, 1988.
- Le Théâtre des sentiments, roman, 1991.
- Persée, légende dramatique, 2006.
- Heures jamesiennes, essai, 2008.
- Le Regard du dandy, nouvelles, 2009.

### Chez d’autres éditeurs
- La Traversée américaine, essai, Payot, 1999.
- Marlene Dietrich, biographie, Gallimard, 2007.
- Le Musée intérieur de Henry James, essai, avec iconographie, Le Seuil, 2016.
- Le Christ selon Berlioz, essai, avec anthologie, Bayard, 2018.
- Les Papiers d'Aspern, théâtre, d'après Henry James, Points Signatures, 2018.
- Proust, Vermeer, Rembrandt, essai, Arléa, 2018.
- Le Scénario Baudelaire, essai, Le Seuil, 2020.
- Les démons et les rêves de Josef von Sternberg, essai, avec illustrations, Le Seuil, 2024.

## Traductions

### De Henry James
- Retour à Florence, nouvelles, La Différence, 1983 ; réédition 10/18 no 2128, 1990.
- La Source sacrée, roman, La Différence, 1984 ; réédition, 10/18 no 2195, 1991 ; réédition révisée, Folio no 4190, 2005.
- Heures italiennes, essais, La Différence, 1985; réédition, Minos, 2006.
- Esquisses parisiennes, chroniques, La Différence, 1988 ; réédition, Minos, 2006.
- Nouvelles complètes, tome 1 (1864-1875), La Différence, 1990. deuxième édition 2010.
- Nouvelles complètes, tome 2 (1876-1888), La Différence, 1992. deuxième édition 2012.
- La Scène américaine, essais, La Différence, 1993, réédition, Minos, 2008.
- Le Tollé, roman, Aubier, 1996 ; réédition GF no 1150, 2001.
- Pauvre Richard, nouvelle, Mille et une nuits, Petite collection no 103, 1996
- Les Journaux, nouvelle, Grasset, Cahiers rouges no 255,1997.
- La Tour d'ivoire, roman, Payot, 1998 ; réédition, Rivages/Poche no 355, 2001.
- Le Tour d'écrou, nouvelle, EJL, Librio no 200, 1997 ; réédition, GF bilingue no 1034, 1999 ; réédition, GF Étonnants classiques no 236, 2006
- Le Tour d'écrou, nouvelle, RBA, collection Les Maîtres du Fantastique no 57, 2022 ;
- Daisy Miller, nouvelle, GF bilingue no 1146,  2001.
- Les Papiers d'Aspern, nouvelle, Mille et une nuits, Petite collection no 243, 1999 ; réédition, GF bilingue no 1159, 2002.
- La Bête dans la jungle et Le Motif dans le tapis, nouvelles, GF bilingue no 1181, 2004.
- George Sand, essais, préface de Diane de Margerie, Mercure de France, 2004.
- Nouvelles complètes, tome 3 (1888-1896), La Différence, 2008.
- Nouvelles complètes, tome 4 (1896-1910), La Différence, 2009. Prix Halpérine-Kaminsky Consécration 2009.
- Sur Robert Browning, essais, Le Bruit du temps, 2009.
- Les Ambassadeurs, roman, Le Bruit du temps, 2010.
- La Situation littéraire actuelle en France, essais, Le Seuil, 2010.
- La Maîtresse de M. Briseux, et sept autres nouvelles, Intégrale thématique des Nouvelles, volume 1, La Différence, coll. Minos, 2010.
- Les Papiers d'Aspern, et sept autres nouvelles, Intégrale thématique des Nouvelles, volume 2, La Différence, coll. Minos, 2010.
- Le Siège de Londres, et cinq autres nouvelles, Intégrale thématique des Nouvelles, volume 3, La Différence, coll. Minos, 2011.
- Une tournée de visite, et neuf autres nouvelles, Intégrale thématique des Nouvelles, volume 4, La Différence, coll. Minos, 2011.
- Le Point de vue, et sept autres nouvelles, Intégrale thématique des Nouvelles, volume 5, La Différence, coll. Minos, 2012.
- Le Motif dans le tapis, et onze autres nouvelles, Intégrale thématique des Nouvelles, volume 6, La Différence, coll. Minos, 2012.
- Heures anglaises, essais, Le Seuil, 2012.
- La Coupe d'or, roman, Le Seuil, 2013 ; réédition, Points Signatures, 2016.
- Daisy Miller, et neuf autres nouvelles, Intégrale thématique des Nouvelles, volume 7, La Différence, coll. Minos, 2016.
- Les Papiers d'Aspern, avec adaptation théâtrale, Points Signatures, 2018.
- Voyages d'une vie, chroniques, Bouquins Laffont, 2020.
- Les Ailes de la colombe, roman, Le Bruit du Temps, 2020.
- La Bête dans la jungle suivi de L'Autel des Morts, nouvelles, Points Signatures, 2023.
- Le Tour d'écrou suivi de L'Élève, nouvelles, Points Signatures, 2024.

### Autres auteurs
- Edith Wharton
  - Les Chemins parcourus, autobiographie, Flammarion, 1995 ; réédition, 10/18 no 3324, 2001; nouvelle édition augmentée, Flammarion, 2021. Prix Maurice Coindreau 1996.
  - Sur les rives de l'Hudson, roman, Flammarion, 1996 ; réédition, J’ai lu no 4932, 1999 .
  - Les dieux arrivent, roman, Flammarion,  1999 ; réédition, J’ai lu no 6075, 2000.
  - Les Mœurs françaises et comment les comprendre, essai, Payot, 1999.
  - Les New-Yorkaises, roman, Flammarion, 2000 ; réédition, J’ai lu no 5905, 2001.
  - Une affaire de charme, nouvelles, Flammarion, 2002 ; réédition, J’ai lu no 6921, 2004.
  - Libre et légère (suivi de Expiation), roman, Flammarion, 2003 ; réédition, J’ai lu no 8030, 2006.
  - Un fils sur le front,  roman, Flammarion, 2004.
  - Preuve d'amour, nouvelles, Flammarion, 2005.
  - Les Règles de la fiction, essai, Viviane Hamy, 2006.
  - La France en automobile, essai, préface de Julian Barnes, Mercure de France, 2015 ; réédition, Folio n° 6300, 2017.
  - Les Amours d'Odon et Fulvia, roman, Flammarion, 2016.
  - Terminus et autres poèmes intimes, Arfuyen, 2024.
- Gertrude Stein
  - Flirter au Bon Marché, anthologie, Phébus, 2008.
  - Henry James, précédé de William Shakespeare par Henry James, essais, Phébus, 2008.
- Harold Pinter
  - Poésie, in Autres Voix, textes, Buchet-Chastel, 2001; repris dans Un verre à minuit, L'Arche, 2010.
  - Le Scénario Proust, Gallimard, 2003.
  - Célébration & La Chambre, théâtre, Gallimard,  2003
  - La Guerre, poésie, Gallimard, 2003.
  - Art, Vérité et Politique, discours de réception du Nobel 2005, Gallimard, 2006.
- Percy Bysshe Shelley
  - La Révolte de l'Islam, édition bilingue, préface de Judith Brouste, Poésie/Gallimard, 2016.
- Lord Byron
  - Le Corsaire et autres poèmes orientaux, édition bilingue, avec préface, Poésie/Gallimard, 2019.
  - Le pèlerinage de Childe Harold, édition bilingue, préface de Franck Delorieux, Manifeste!, 2022.
- W.E.B. Du Bois
  - Pénombre de l'aube, autobiographie, avec préface et notes, Vendémiaire, 2020.
- Walt Whitman
  - L'ivrognerie de Franklin Evans, roman, avec préface et notes, Corti, 2022.

- Rupert Brooke,
  - Lettres d'Amérique,  précédées de Rupert Brooke par Henry James, avec préface et notes, Manifeste!, 2022.

- Ralph Waldo Emerson
  - L'éthique littéraire, cinq conférences, précédées de Emerson par Henry James, avec préface et notes, Les Belles Lettres, 2022.

- Algernon Charles Swinburne
  - Atalante à Calydon, préface de Marc Porée, Manifeste!, 2024.